# Klaus Hemmerle
Klaus Hemmerle (Friburgo in Brisgovia, 3 aprile 1929 – Aquisgrana, 23 gennaio 1994) è stato un vescovo cattolico, teologo, filosofo, artista, professore e assistente spirituale tedesco, dal 1975 alla morte vescovo di Aquisgrana.

## Biografia

### Origini
Klaus Hemmerle nasce nel 1929, figlio unico di Franz Valentin Hemmerle e Maria Hummel. I genitori lo educano ai valori cristiani cattolici, nonché al bello, la cui inclinazione coltiva attraverso la passione per la musica e l’arte figurativa.
A soli 9 anni vive un’esperienza drammatica assieme ai concittadini di Friburgo: la sinagoga viene data alle fiamme e distrutta. Questo episodio segna il piccolo Klaus, tanto da indurlo ad esprimere il dolore e l’assurdità del fatto anni dopo, nel 1988, attraverso lo scritto Hanno messo fuoco alla casa del mio Dio.

### Formazione culturale e ministero sacerdotale
Negli anni Quaranta lo scoppio del secondo conflitto mondiale. Il 27 novembre 1944 un bombardamento si abbatte sulla sua casa e provoca gravi perdite nella sua famiglia. È proprio il dramma della guerra che suscita in lui, adolescente, la scelta della vocazione. Scrive:
Nel 1947 si iscrive alla Facoltà di Teologia dell’Università di Friburgo, trasferendosi nel contempo al Collegio Borromeo per intraprendere il cammino di formazione al sacerdozio. Qui incontra Rudolf Hermann, padre spirituale del seminario grazie al quale entrerà più tardi (nel 1958) in contatto con il Movimento dei Focolari, che sarà decisivo per la sua vita personale, spirituale e intellettuale. Nel 1952 viene ordinato sacerdote e inizia l’attività di vicario in alcune parrocchie di Friburgo e dintorni. 
Due anni dopo, liberato dagli impegni parrocchiali, si dedica al dottorato, presso la Albert-Ludwigs-Universität di Friburgo. Sono gli anni dell’influenza fenomenologica di Husserl prima e poi dell’esistenzialismo heideggeriano che poneva in valore l’esistenza umana individuale e collettiva come nucleo e cardine di riflessione. Suo maestro è Bernhard Welte, allievo di Heidegger, che avrà su di lui grande influenza. 
Nel 1956 conclude il dottorato e viene chiamato a fondare e dirigere la Katholische Akademie della diocesi di Friburgo – compito che porterà avanti fino al 1975. 
Nel 1961 diviene assistente di Welte. Nel 1967 uno studio su Schelling lo abilita ad insegnare all’università di Friburgo come libero docente. 
L’anno seguente viene nominato direttore spirituale del Comitato Centrale dei Cattolici Tedeschi, l’organismo ufficiale del laicato. 
Nel 1969 inizia l’insegnamento presso la Facoltà di Teologia cattolica dell’Università di Bonn, poi a Bochum. Nel 1973 torna a Friburgo dove succede a Welte, ormai emerito, alla cattedra di Filosofia cristiana della religione che manterrà soltanto fino al 1975, anno in cui viene nominato vescovo della diocesi di Aquisgrana. 
In quello stesso anno Hans Urs von Balthasar compie 70 anni e per l’occasione Hemmerle scrive una delle sue opere più importanti e note: una “lettera di compleanno” pubblicata successivamente con il titolo Thesen zu einer trinitarischen Ontologie (Tesi di ontologia trinitaria).
In quegli anni Hemmerle viene nominato membro di varie commissioni presso la Santa Sede, continua a portare avanti la sua attività di assistente spirituale per le Giornate dei cattolici tedeschi e cresce il suo impegno per il dialogo ecumenico ed interreligioso in particolare tra cristiani ed ebrei. Riceve varie onorificenze.
Nel 1991 Hemmerle tiene una serie di conferenze a St. Georgen/Laengsee (Austria) incentrate sul tema “Unità come stile di vita”: esse esprimono una sintesi del suo pensiero maturato fino a quel momento. Ne nascerà una pubblicazione – Leben aus der Einheit (Partire dall’unità) – da lui non completamente rivista per l’improvvisa morte, e pubblicata postuma, nel 1995. 
Nella primavera del 1993 è colpito, infatti, da un tumore. Dopo un intervento chirurgico, nell’autunno riprende l’attività diocesana e all’interno del Movimento dei Focolari, anche se molto provato dalla malattia che lo porta, l’anno seguente, il 23 gennaio 1994 alla morte, a soli 65 anni.

### Influsso del Carisma dell’unità di Chiara Lubich
L’incontro con il Carisma dell’unità di Chiara Lubich avviene nell’estate 1958, quando Hemmerle si reca a Fiera di Primiero, nella cornice delle Dolomiti, per partecipare ad una delle prime convivenze estive annuali del Movimento dei Focolari, la Mariapoli. Per la legge evangelica dell’amore scambievole che viene vissuta da persone di ogni età e di diversa nazionalità, sperimenta la presenza spirituale di Gesù da Lui promessa a due o più uniti nel suo nome, centrale nel carisma di Chiara Lubich. Ecco cosa riferisce di quell’esperienza: 
Hemmerle trova risposta al suo vivo desiderio di comunità e comunione, accresciuto dall’incontro con il padre spirituale del seminario di Friburgo. Inizia a frequentare assiduamente la comunità dei Focolari scoprendo non soltanto la forza trasformante del Vangelo, ma ne intuisce anche la portata culturale. Attraverso Chiara Lubich e, in particolare, approfondendo i suoi scritti spirituali nati da una profonda esperienza mistica degli anni 1949-51, Hemmerle scopre via via la dimensione comunionale del Dio trinitario che alimenta una nuova maturazione nel suo pensiero. 
Con gli anni nascono un profondo dialogo e comunione con la Lubich circa aspetti e questioni teologiche. Si rende conto dell’urgenza di trovare strade che portino ad un approfondimento intellettuale del Carisma dell’unità, tanto da incoraggiare la stessa fondatrice a dar vita, nel 1990-91, alla Scuola Abbà, un centro studi interdisciplinare, dedito all’approfondimento degli scritti mistici della Lubich per enuclearne i contenuti innovativi rilevanti per la vita della Chiesa e della società, oltre che per la cultura nei suoi vari ambiti. 
Divenuto vescovo, questa dimensione comunionale influenzerà notevolmente la sua pastorale diocesana e l’attività nel più ampio mondo ecclesiale come quello sociale e culturale. Hemmerle ha, infatti, avviato con Chiara Lubich un cammino di comunione tra vescovi cattolici e poi di altre Chiese per servire l’unità dei cristiani. 
La profonda amicizia con l’allora vescovo luterano di Berlino, Martin Kruse, e con il coepiscopo Evmenios Tamiolakis di Aquisgrana sono state il fondamento di questa iniziativa che ha continuato a svilupparsi dopo la morte di Hemmerle e della Lubich. Per questi due suoi rilevanti contributi Chiara Lubich ha riconosciuto anche in Hemmerle un co-fondatore del Movimento dei Focolari insieme ad Igino Giordani e Pasquale Foresi.

### Pensiero
Centrale è, nella riflessione hemmerliana, il pensiero e la relazione che intercorre tra esso e le varie realtà che circondano l’essere umano dandosi a conoscere appunto dal pensiero. Ciò si esprime in primis nella declinazione del pensiero in tre differenti livelli: quello che Hemmerle definisce «pensiero afferrante» (fassendes Denken), il «pensiero che lascia essere» (lassendes Denken) e infine il «pensiero riconoscente o ringraziante» (verdankendes Denken). 
Essi esprimono le differenti possibilità che attraversano la capacità umana del pensare, dalla primaria esigenza di cogliere e in qualche modo “possedere” l’oggetto della propria attenzione – tipico di ogni approccio conoscitivo al mondo – fino ad atteggiamenti che richiedono di perdere tale esigenza per fare in modo che l’oggetto non solo si dia pienamente, con il suo linguaggio, ma che resti anche autonomo rispetto al pensiero che lo incontra, fino al pensiero che solo – a detta di Hemmerle – può veramente incontrare la realtà del sacro e di Dio, il pensiero riconoscente: un pensiero che si rende conto che la stessa capacità di pensare non gli viene da sé, ma da altro e che questo chiama ad un incontro e ad una relazione, perché è un Tu al quale ci si può rivolgere soltanto in atteggiamento di riconoscenza. 
Dalla questione del pensiero scaturisce l’esigenza di legare, in un dialogo intimo e profondo, filosofia e teologia essendo, la prima, espressione del propriamente umano – ovvero il pensiero con la domanda – e, la seconda, espressione del divino che, mediante la rivelazione cristiana, si fa presente all’essere umano. Molti scritti sono attraversati da tale questione sia in quanto tema proprio del testo o della conversazione, sia come approccio incrociato per affrontare determinate tematiche: non di rado ci si trova, perciò, di fronte ad un Hemmerle che esplicitamente opera con i linguaggi propri di ognuna delle due discipline con l’intento di andare al fondo di una riflessione.

### Tesi di ontologia trinitaria
La sua ricerca si muove all’interno del pensiero di matrice cristiana che, da Agostino e Tommaso fino a Rosmini, coniuga le due discipline in prospettiva ontologica, facendo anche tesoro della stagione dell’Idealismo tedesco. È qui in particolare che si rivela innegabile l’influsso, nel suo pensiero, del cammino carismatico iniziato da Chiara Lubich. Un percorso che trova una delle sue più ricche, pur se sintetiche, espressioni nelle Thesen zu einer trinitarischen Ontologie (Tesi di ontologia trinitaria) pubblicate nel 1976.
Pur trattandosi di un breve scritto, nato in risposta al pensiero dell’amico von Balthasar, le sue Tesi di ontologia trinitaria sono tutt’oggi di particolare attualità e crescente interesse: sono ora, infatti, alla base di uno sviluppo teologico-filosofico in fase di approfondimento da parte dell’Istituto Universitario Sophia di Loppiano e di una vasta cerchia di studiosi latino-americani.
Altro aspetto determinante della riflessione hemmerliana è il tema dell’unità che egli stesso intende come vitale, tale da affermare che: 
Su questo tema Hemmerle svolge molte riflessioni a carattere più teologico e spirituale, con una forte impronta biblica, specificamente sostenuta dalla lettura del Nuovo Testamento, scoperto nelle sue espressioni sull’unità all’interno della trinità. Una particolare attenzione e predilezione viene rivolta al Vangelo di Giovanni, senza il quale non sarebbe comprensibile il concetto hemmerliano di unità, come dinamica relazionale esistenziale alla quale Dio chiama l’essere umano. A partire dalla comunione trinitaria, nella quale Dio è uno non in quanto statico, monolitico, bensì in virtù del movimento pericoretico tra le divine persone, anche l’essere umano è coinvolto nel «gioco» unitrinitario – che è tale se mantiene le distinzioni e non fagocita le sue componenti.
Tale concezione ha evidentemente dei risvolti antropologici, che emergono a vario livello in alcune conversazioni e scritti hemmerliani. Lo sguardo alla comunicazione-comunione divina porta Hemmerle a sostenere il valore comunicativo dell’essere umano, quale espressione dialogica della relazione interpersonale. Ecco perché, negli anni ’80 afferma:

### Partire dall’unità
La proposta che assume radicalmente il dato rivelato della Trinità, per esplicitare la categoria antropologica dell’umano in un’ottica relazionale che porta all’unità, risulta ancora attuale. Si tratta di una proposta che Hemmerle matura con gli anni e arriva ad esprimere nella fase finale della sua vita, in quella serie di conferenze pubblicate postume sotto il titolo Leben aus der Einheit (Partire dall’unità).
Tra le pubblicazioni di Klaus Hemmerle si contano più di 2000 tra libri e articoli che oggi sono accessibili attraverso il sito internet <www.klaus-hemmerle.de>.

### Ministero episcopale
Divenuto vescovo nel 1975, Hemmerle ha tradotto il suo pensiero in vita e teoria pastorale tracciando un cammino di comunione (Weggemeinschaft) in cui ha coinvolto tutta la diocesi e oltre, in risposta alle sfide poste alla Chiesa dalla crescente secolarizzazione della società, profondamente convinto che questo momento, con tutte le sue difficoltà, conteneva in sé la chance di un «nuovo inizio».
Nel 1989 avvia un processo di dialogo con i cristiani della sua diocesi.
La lettera pastorale per la quaresima di quell’anno sorprende tutti. Iniziava così: 
Continuava invitando a riflettere insieme sulle difficoltà per capire quale sarebbe stato il volto della comunità nell’anno duemila. Tre anni dopo, così riassumeva le luci e i risultati del progetto pastorale che ne era emerso: 
Il vescovo Karl Lehmann, allora Presidente della Conferenza episcopale tedesca, in occasione del suo funerale ha dato testimonianza di questo nuovo cammino da lui avviato:

### Premio Klaus Hemmerle
Fondato dal Movimento dei Focolari in Germania nel 2004, onora, ogni due anni, persone che hanno costruito dei ponti di dialogo tra Chiese, Religioni, Paesi. 
Finora i premiati sono:
- 2004: Ernst Ludwig Ehrlich, studioso di giudaismo (Judaist)
- 2006: Christian Krause, presidente della Confederazione Mondiale Luterana
- 2008: Bartholomaios I., Patriarca Ecumenico di Costantinopoli
- 2010: Alfons Nossol, arcivescovo emerito di Opole/Polonia
- 2012: Hans Maier, presidente del Comitato Centrale dei Laici Cattolici
- 2014: Ruth Pfau, religiosa, medico tra i lebbrosi del Pakistan
- 2016: Noorjehan Abdul Majid, musulmana, in servizio alle donne incinte infette da AIDS
- 2018: Henry G. Brandt, Rabbino della comunità ebraica di Augusta in Germania
- 2020: Anastasios, arcivescovo della chiesa autocefala dell‘Albania

## Opere

### Opere tradotte in italiano
- Cosmologia, antropologia sociologia e religione [Offene Weltformel, 1970], tr.it. C. Vivaldelli/V. Cristelli, Roma: Città nuova, 1970.
- Crisi o fioritura? La situazione dell’Eucaristia nelle nostre comunità [Krise oder Aufbruch? Zur Situation der Eucharistie in unseren Gemeinden, 1979], in: H.P. Heinz, L’Eucaristia. Un solo corpo, un solo spirito, tr. it. G. Beari, Roma: Città Nuova, 1983, 9-25.
- Vie per l’unità. Tracce di un cammino teologico e spirituale [Wegmarken der Einheit. Theologische Reflexionen zur Spiritualität der Fokolar-Bewegung, 1982], tr. it. A. Del Zanna/M. Riatti Loy, Roma: Città Nuova, 1985.
- Dimmi in cosa credi - 12 vescovi confessano la propria fede [Sag mir, was du glaubst, 1984], Roma: Città Nuova, 1985.
- Scelto per gli uomini. Profilo del sacerdote [Gerufen und verschenkt. Theologischer Versuch einer geistlichen Ortsbestimmung des Priesters, 1986], Roma: Città Nuova, 1995.
- Tesi di ontologia trinitaria. Per un rinnovamento della filosofia cristiana [Thesen zu einer trinitarischen Ontologie, 1976], tr. it. Ornella M. Nobile Ventura, Roma: Città Nuova, 1986. Testo rieditato assieme ad un altro breve saggio L’uno distintivo. Note sull’interpretazione cristiana dell’unità [Das unterscheidend Eine, 1994] sotto il titolo: Tesi di ontologia trinitaria. Per un rinnovamento del pensiero cristiano: tr. it. T. Franzosi, prefazione di Piero Coda, Roma: Città Nuova, 1996.
- Dio si è fatto bambino. Meditazioni sul Natale [Und das Wort ist Kind geworden, 1991], tr. it. T. Franzosi, Roma: Città Nuova, 19953.
- Partire dall’unità. La trinità come stile di vita e forma di pensiero [Leben aus der Einheit, Freiburg 1994], tr. it. V. De Marco, Città Nuova, Roma 1998.
- Testimonianza e verità. Un approccio interdisciplinare [Wahrheit und Zeugnis], tr. di P. Ciardella, Roma: Città Nuova, 2000. Attualmente riedito in nuova traduzione in K. Hemmerle, Verità e testimonianza, in: Un pensare ri-conoscente. Scritti sulla relazione tra filosofia e teologia, testo tedesco a fronte, introduzione, traduzione e chiavi di lettura a cura di V. Gaudiano, (Per-Corsi n. 5), Città Nuova, Roma 2018, pp.
- Con l’anima in ascolto. Guida alla preghiera [Dein Herz an Gottes Ohr. Einübung ins Gebet, 1986], tr.it. U. Brehme/M. Devena, Roma: Città Nuova, 2013.
- Preludio alla teologia [Vorspiel zur Theologie. Einübungen, 1976], tr. it. V. De Marco, Roma: Città Nuova, 2003.

### Selezione articoli tradotti in italiano
- Lo spazio nuovo [Der neue Raum, 1972], in: «Gen’s, Generazione nuova sacerdotale» 2 (1972) 10, 3.
- Alienazione e comunione [Göttliches Mein und Dein, 1972], in: «Gen’s, Generazione nuova sacerdotale» 2 (1972) 1, 3.
- Potenza dell´impotenza [Spiritualität des Nullpunkts, 1972], in: «Gen’s, Generazione nuova sacerdotale» 2 (1972) 5, 3.
- Riflessioni teologico-fondamentali sul concetto di salvezza [Der Begriff des Heils. Fundamentaltheologische Erwägungen, 1972], in: «Communio. Rivista internazionale di teologia e cultura» (Com(I)) 1 (1972), pp. 171-184.
- Senso della corporalità [Geschenk des Leibes, 1972], in: «Gen’s, Generazione nuova sacerdotale» 2 (1972) 7, 3.
- Per unificare l’umanità [Primärgruppe Menschheit, 1973], in: «Gen’s, Generazione nuova sacerdotale» 3 (1973) 3, 3.
- Trasformazioni dell'immagine di Dio a partire dal Vaticano II [Wandlungen des Gottesbildes seit dem II. Vatikanum, in: Feiter, R.: Ausgewählte Schriften, 1996], in: Marranzini, A.: Correnti teologiche postconciliari, Roma: Città nuova, 1974, pp. 235-252.
- Pubblicità per il cristianesimo [Reklame fürs Christentum?, 1972], in: «Gen’s, Generazione nuova sacerdotale» 4 (1974) 5, p. 3.
- Prefazione [Vorwort, in: Lubich, Chiara: mitten unter ihnen..., 1976], in: Lubich, Chiara: Dove due o tre..., Roma: 1976, pp. 9-13.
- «Fare da sfondo all’immagine di Colui che è l’unico pastore della sua Chiesa» [Erstes Bekenntnis eines Bischofs. Auszüge aus der Predigt ... bei [der] Bischofsweihe im Aachener Dom, 1975], in: «Gen’s, Generazione nuova sacerdotale» 6 (1976) 1, 3.
- Il non facile servizio del Vescovo [Bischof der Weltkirche, 1977], in: «Gen’s, Generazione nuova sacerdotale» 8 (1978) 4, pp. 2-3.
- Un’originale lettera pastorale scritta dal Vescovo de: “La diocesi più bella del mondo” [Spiel in fünf Akten, 1979], in: «Gen’s, Generazione nuova sacerdotale» 9 (1979) 5, pp. 6-8.
- Radiografia di una vocazione [Kriterien und Anzeichen einer Berufung, 1979], in: «Gen’s, Generazione nuova sacerdotale» 11 (1981) 9/10, 3, 8.
- Il sacerdote oggi [Der Priester heute, in: Der Priester heute: der Ordensmann heute, 1982], in: «Gen’s, Generazione nuova sacerdotale» 12 (1982) 6, pp. 10-12.
- La storia di Dio con l’umanità – storia d’unità [Wegmarken der Einheit, 1982],in: «Nuova umanità. Rivista bimestrale di cultura» 22/23 (1982), pp. 53-67.
- Per caso o per vocazione? [estratto da: Glaube – Mitte der Berufung. Berufung – Mitte des Glaubens, 1982], in: «Gen’s, Generazione nuova sacerdotale» 13 (1983), pp. 4-7.
- Matrimonio e famiglia in un’antropologia trinitaria [Ehe und Familie in einer trinitarischen Anthropologie, 1983] In: «Nuova Umanità. Rivista bimestrale di cultura» 6 (1984), pp. 3-31.
- Spiritualità sacerdotale? 1: La e le spiritualità [Estratto da: Was uns leben und wirken läßt, in: Priester – Mitarbeiter Christi. Eine Dokumentation des kirchlichen Instituts Canisiuswerk, 1982], in: «Gen’s, Generazione nuova sacerdotale» 14 (1984) 12, pp. 3-4.
- Spiritualità sacerdotale? 2: Dimensioni di vita sacerdotale oggi [Estratto da: Was uns leben und wirken läßt, in: Priester – Mitarbeiter Christi. Eine Dokumentation des kirchlichen Instituts Canisiuswerk, 1982], in: «Gen’s, Generazione nuova sacerdotale» 15 (1985) 1, pp. 2-5.
- L’unità nel Vaticano II. Uno studio teologico; 1: L’emergenza del tema nei documenti conciliari [Einheit als Leitmotiv in „Lumen gentium“ und im Gesamt des II. Vatikanums, 1984], in: «Gen’s, Generazione nuova sacerdotale» 15 (1985) 11, pp. 6-10.
- L’unità nel Vaticano II. Uno studio teologico; 2: Alcune dimensioni dell’unità nel pensiero conciliare [Einheit als Leitmotiv in „Lumen gentium“ und im Gesamt des II. Vatikanums, 1984], in «Gen’s, Generazione nuova sacerdotale» 15 (1985) 12, pp. 5–9Diaconato ed eucaristia. Il servizio ecclesiale alla luce del paradigma liturgico [Diakonat und Eucharistie. Eine Meditation, in: Der Diakon. Wiederentdeckung und Erneuerung seines Dienstes, 1980], in: «Humanitas» Brescia 41 (1986), pp. 741–748.
- Quale profilo del laico? Riflessione dopo il Sinodo [Auf der Suche nach dem Profil der Kirche. Überlegungen zur Römischen Bischofssynode 1987 zur Stellung der Laien in der Kirche, 1988], in: «Gen’s, Generazione nuova sacerdotale» 17 (1988)1, pp. 6-9.
- L’ora del nuovo inizio. Una riflessione teologica sull’evangelizzazione oggi [Die Stunde des Neubeginns. Ein theologischer Gedanke zur Evangelisierung heute, 1988/89], in: «Gen’s, Generazione nuova sacerdotale» 21 (1991), pp. 93–99.
- Religiosi, testimoni d’unità [Clara Fey. Einheit in und zwischen den Ordensgemeinschaften, 1993], in: «Unità e Carismi» 4 (1994) 2, pp. 4-5.
- Il testamento ecumenico [Die Kirche seines Nächsten wie seine eigene lieben, 1993], in: «Gen’s, Generazione nuova sacerdotale» 25 (1995) 1, 28.
- La nostra dimora: il Dio trinitario. L’esperienza di Dio di Chiara Lubich [Unser Lebensraum – der Dreifaltige Gott. Die Gotteserfahrung von Chiara Lubich, 1994], in: «Nuova umanità. Rivista bimestrale di cultura» 17 (1995) 1, pp. 11-20.
- La vita che mi ha affascinato. Il sacerdote. Saper essere nulla per creare l’unità, in: «Gen’s, Generazione nuova sacerdotale» 25 (1995) 1, pp. 16-19.
- Raccontami del tuo Dio. Dio Trinità, la nostra dimora. L´esperienza di Dio in Chiara Lubich [Unser Lebensraum – der Dreifaltige Gott. Die Gotteserfahrung von Chiara Lubich, 1994], in: «Gen’s, Generazione nuova sacerdotale» 25 (1995) 1, pp. 11-15.
- Profilo della Chiesa di domani. Riflessioni sull'autocompresione della Chiesa nel nostro tempo [Grundstrukturen der Kirche von morgen, 1983], in: «Ekklesía» 1 (2018), pp. 18-24.
- Beinert, W.: Vivere santamente oggi [Heiliges Leben in heutiger Zeit, 1983], in: Il culto dei santi oggi. Studio teologico-pastorale, Parole e liturgia 14, Cinisello Balsamo: 1985, pp. 261-278.
- Breuning, W.: Decalogo del sacerdote [Wie als Priester heute leben? Versuch einer geistlichen Orientierung, 1982], in: «Gen’s, Generazione nuova sacerdotale» 22 (1992) 182.
- Strick, Erich: La luce dentro le cose. Meditazioni per ogni giorno, Roma: Città Nuova, 1998.
- Ciardella, P.: Testimonianza e verità. Un approccio interdisciplinare [Wahrheit und Zeugnis, 1968], Roma: Città Nuova, 2000.
- Breuning, W.: Presbiteri. Vivere, non sopravvivere [Wie als Priester heute leben? Versuch einer geistlichen Orientierung, 1982], «Sympathetika», Magnano (BI): Edizioni Qiqajon, 2012.

## Genealogia episcopale e successione apostolica
La genealogia episcopale è:
- Cardinale Scipione Rebiba
- Cardinale Giulio Antonio Santori
- Cardinale Girolamo Bernerio, O.P.
- Arcivescovo Galeazzo Sanvitale
- Cardinale Ludovico Ludovisi
- Cardinale Luigi Caetani
- Cardinale Ulderico Carpegna
- Cardinale Paluzzo Paluzzi Altieri degli Albertoni
- Papa Benedetto XIII
- Papa Benedetto XIV
- Papa Clemente XIII
- Cardinale Marcantonio Colonna
- Cardinale Giacinto Sigismondo Gerdil, B.
- Cardinale Giulio Maria della Somaglia
- Cardinale Carlo Odescalchi, S.I.
- Vescovo Eugène de Mazenod, O.M.I.
- Cardinale Joseph Hippolyte Guibert, O.M.I.
- Cardinale François-Marie-Benjamin Richard
- Cardinale Pietro Gasparri
- Arcivescovo Cesare Orsenigo
- Cardinale Josef Frings
- Vescovo Johannes Pohlschneider
- Vescovo Klaus Hemmerle

La successione apostolica è:
- Vescovo Maximilian Goffart (1978)
- Vescovo Augustus Peters (1981)
- Vescovo Karl Reger (1987)